# تپه شاه بداغلی
تپه شاه بداغلی مربوط به هزاره اول قبل از میلاد - سده‌های متاخر دوران‌های تاریخی پس از اسلام است و در شهرستان خداآفرین، بخش مرکزی، دهستان بسطاملو، روستای شاه بداغلی واقع شده و این اثر در تاریخ ۲۷ بهمن ۱۳۸۷ با شمارهٔ ثبت ۲۴۴۹۶ به‌عنوان یکی از آثار ملی ایران به ثبت رسیده است.